# Siraha
Siraha (in nepalese सिराहा) è una municipalità del Nepal, capoluogo del distretto di Siraha, nella provincia di Madhesh.